# Ludwig Reichenbach
Heinrich Gottlieb Ludwig Reichenbach (ur. 8 stycznia 1793 w Lipsku, zm. 17 marca 1879 w Dreźnie) – niemiecki botanik i ornitolog. Jako pierwszy zlecił Leopoldowi Blaschce wykonanie zestawu morskich bezkręgowców w celach edukacyjnych i wystawowych. Kolekcja zyskała potem sławę jako zbiór szklanych zwierząt morskich, później powstały Szklane Kwiaty.

## Życiorys
Ludwig Reichenbach urodził się w Lipsku. Był synem Johanna Friedricha Jakoba Reichenbacha, autora pierwszego słownika grecko-niemieckiego (1818). Studiował medycynę oraz nauki przyrodnicze na Uniwersytecie w Lipsku. W 1820 wybrany został na dyrektora muzeum przyrodniczego w Dreźnie oraz profesora Akademii Medycznej w Dreźnie; w mieście tym pozostał na wiele lat.

### Szklane modele zwierząt morskich

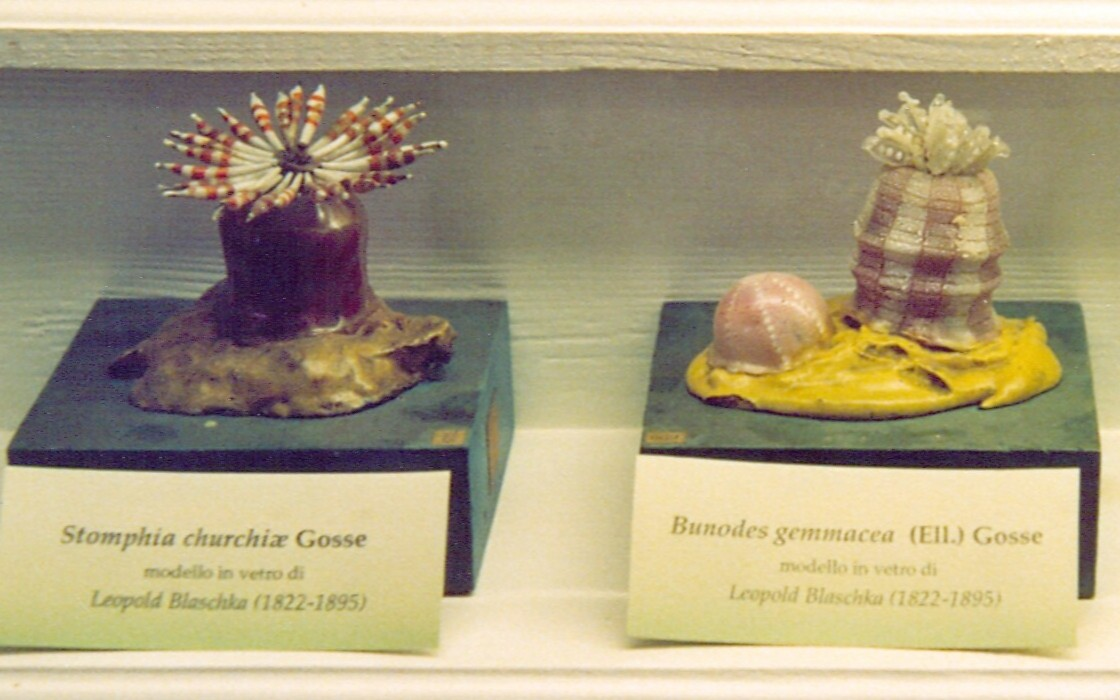
Modele ukwiałów Blaschki

Jako dyrektor drezdeńskiego muzeum przyrodniczego Reichenbach natknął się na nierozwiązywalny wówczas problem eksponatów morskich bezkręgowców. Zwierzęta i rośliny lądowe nie stanowiły problemu, jako że było rzeczą dość prostą wypchać je i ustawiać w naturalnych pozycjach, by przyciągnąć zwiedzających. Bezkręgowce ze swej natury stanowiły problem. W XIX wieku jedyną stosowaną metodą ich przedstawiania było zatapianie ich w słoiku z alkoholem. Z czasem stawały się one jednak bezbarwną, galaretowatą masą, o znikomej wartości edukacyjnej. Reichenbach chciał uzyskać trójwymiarowe barwne modele przypominające żywe zwierzęta i nieniszczejące wraz z upływem czasu. W 1863 natknął się na ekspozycję złożoną bardzo dokładnie wykonanych modeli kwiatów Leopolda Blaschki, artysty w szkle, będącą częścią wystawy Kamila Rohana. To właśnie on zapoznał Reichenbacha z Leopoldem Blaschką.

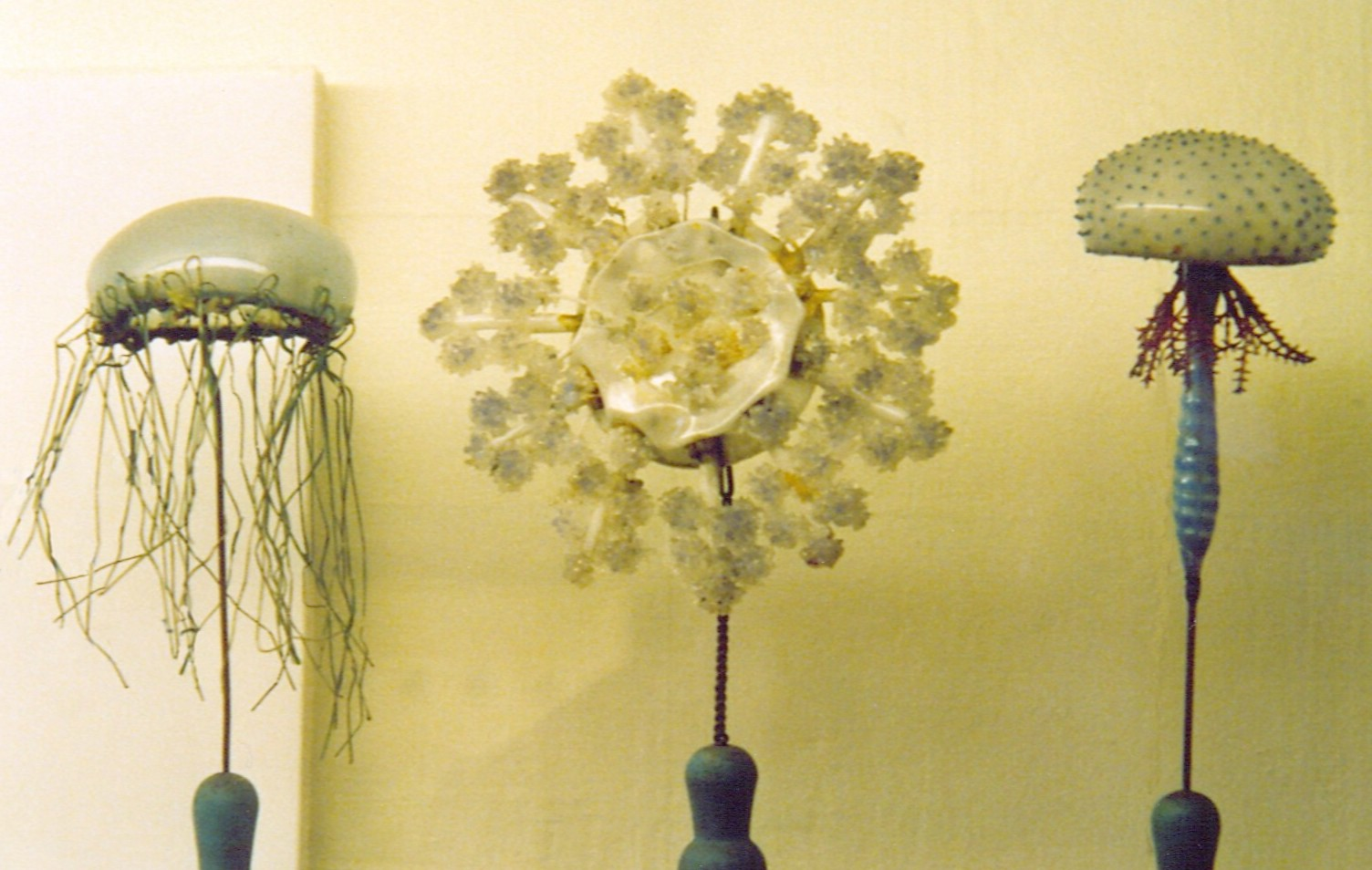
Model meduzy Blaschki

Urzeczony pracami Blaschki i znalezieniem rozwiązania swojego problemu Reichenbach w 1863 przekonał artystę do opracowania modeli 12 ukwiałów. Były doskonale podobne do naturalnych [ukwiałów]. Reichenbach przekonał Blaschkę do porzucenia rodzinnego biznesu tworzenia luksusowych wyrobów szklanych i rozpoczęcie sprzedaży modeli morskich bezkręgowców do muzeów, akwariów, uniwersytetów i prywatnych kolekcjonerów. Porada Reichenbacha okazała się być dla artysty korzystna, zarówno pod względem ekonomicznym, jak i naukowym. Później podobne zadanie zlecił – bez wiedzy Reichenbacha – profesor na Uniwersytecie Harwardzkim George Lincoln Goodale. Powstała wówczas kolekcja znana jako Szklane Kwiaty.
Sześć pierwszych modeli ukwiałów kupionych przez Reichenbacha oraz pozostała część pierwszej z kolekcji została zniszczona podczas bombardowania Drezna.

### Późniejsza kariera
Reichenbach ufundował drezdeńskie ogrody botaniczne oraz pomógł w ufundowaniu ogrodu zoologicznego w Dreźnie. Kolekcje zoologiczne w muzeum zostały zniszczone niemal doszczętnie podczas pożaru w 1849, jednak Reichenbach w przeciągu kilku lat uzupełnił je. Kolekcja z tamtych lat stanowi podwaliny dla współczesnej kolekcji. Reichenbach był również autorem prac naukowych i ilustratorem w dziedzinie botaniki. Do jego prac zaliczają się Iconographia Botanica seu Plantae criticae (1823–32, 10 tomów) oraz Handbuch der speciellen Ornithologie (1851–54).
Standardową skróconą formą autora, używaną do wskazania przy cytowaniu nazw botanicznych, jest Rchb..

### Upamiętnienie
Reichenbacha upamiętniono w nazwach naukowych kilku taksonów z królestwa roślin i zwierząt, jak fiołek leśny (Viola reichenbachiana) Jord. ex Bor. (syn. V. sylvatica (Hartm.) Fr. ex Hartm. i V. sylvestris Lam. p.p.), Echinocactus reichenbachii, nektarnik nigeryjski (Anabathmis reichenbachii). Przy nazwach taksonów roślinnych Reichenbach oznaczany jest skrótem Rchb. Ludwig Reichenbach był ojcem Heinricha Gustava Reichenbacha, specjalisty w dziedzinie storczykowatych.

## Śmierć

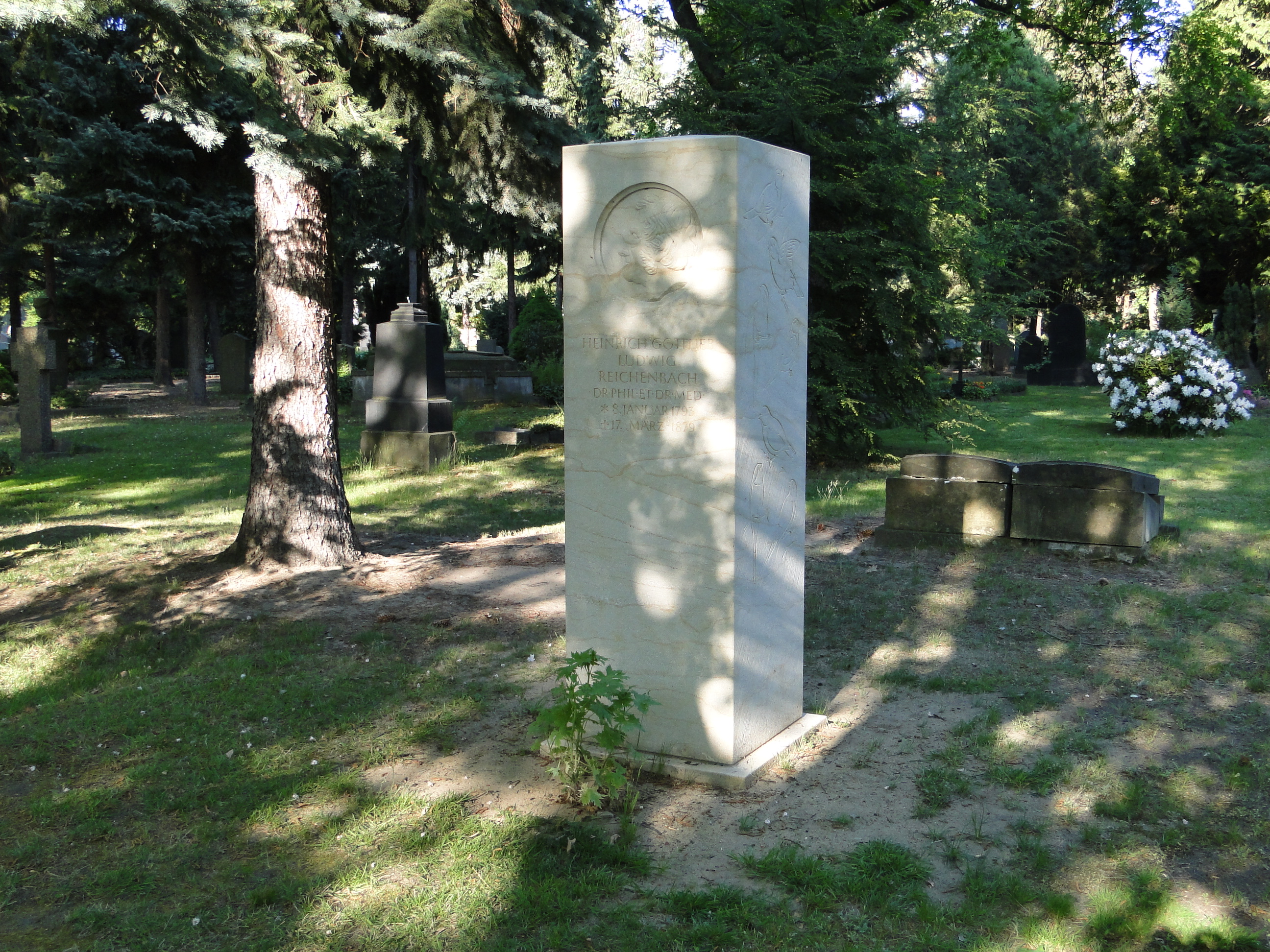
Pomnik Ludwiga Reichenbacha na Trinitatisfriedhof w Dreźnie

Reichenbach zmarł w 1879, pochowany został na Trinitatisfriedhof w Dreźnie. Grób został opróżniony po wygaśnięciu prawa do użytkowania ziemi. Administracja cmentarza nie przyznała kolejnego miejsca pochówku, jednak z inicjatywy członków Muzeum Historii Naturalnej Senckenberg 11 sierpnia 2011 na cmentarzu odsłonięto tablicę upamiętniającą Reichenbacha.

## Publikacje
- Lepidoptera Jenaische Allgemeine Literatur-Zeitung (1817)
- Heinrich Gottlieb Ludwig Reichenbach: Conspectus regni vegetabilis per gradus naturales evoluti. Leipzig: Carolum Cnobloch, 1828. (łac.). Brak numerów stron w książce
- Flora germanica excursoria (1830–32, dwa tomy)
- Flora exotica (1834–36)
- Flora germanica exsiccata (1830–45)
- Übersicht des Gewächsreichs und seiner natürlichen Entwickelungsstufen (1828)
- Handbuch des natürlichen Pflanzensystems (1837)
- Das Herbarienbuch (1841)
- Abbildung und Beschreibung der für Gartenkultur empfehlenswerten Gewächse (1821–26, 96 tablic barwnych)
- Monographia generis Aconiti (1820, with 19 plates)
- Illustratio specierum Aconiti generis (1823–27, 72 tablice barwne)
- Iconographia botanica s. plantae criticae (1823-1832, 1000 tablic barwnych)
- Iconographia botanica exotica (1827–30)
- Regnum animale (1834–36, z 79 tablicami barwnymi)
- Deutschlands Fauna (1842, dwa tomy)
- Vollständigste Naturgeschichte des In- und Auslandes (1845–54, dwie części w dziewięciu tomach, ponad 1000 tablic barwnych)